# Société nationale d'édition de documents administratifs et d'identification (Côte d'Ivoire)
La Société nationale d'édition de documents administratifs et d'identification de Côte d’Ivoire est une entreprise privée dénommée Snedai Côte d’Ivoire qui est une affiliation du Groupe Snedai, cette entreprise est un acteur majeur de la biométrie et de l’économie numérique en Côte d’Ivoire. Snedai CI exerce dans le domaine des solutions d’identification et certifiée ISO 9001 version 2015. Snedai CI signe un partenariat à caractère technique avec l’Etat de Côte d’Ivoire dans la production et la délivrance du passeport biométrique ivoirien.

## Historique et création
La constitution de la société S.N.E.D.A.I.  est une société anonyme établie avec un conseil d’administration qui s’établit  par l’acte en date du 03 Novembre 2007 enregistré à  Abidjan le 26 Octobre 2007 du registre ssp volume 33 folio 213, n° 3435 bordereau 2230/41, il met en place les statuts de la SOCIETE NATIONALE D’EDITION DE DOCUMENTS ADMINISTRATIFS ET D’IDENTIFICATION dite SNEDAI dont les caractéristiques suivent  qui se dénomme comme S.N.E.D.A.I avec un capital de deux cent millions de Francs CFA (200.000.000 FCFA) qui a son siège social à Abidjan, Cocody, Angré, Boulevard de Martyrs, 20 B.P. 622 Abidjan 20 pour une durée  quatre vingt dix neuf années (99) à compter du 29 Octobre 2007. Cette société se trouve dans la République de Côte d'Ivoire et à l'étranger. Toutes les  opérations de cette entreprise sont à plusieurs caractères qui sont civiles, commerciales ou industrielles se rapportant à l'étude, à la conception, à la réalisation et à l'édition de documents et d'ouvrages administratifs et d'identification, ordinaires ou de type biométrique à puce électronique, à usage industriel, tertiaire, civil ou militaire. Toutes les autres  opérations civiles, commerciales ou industrielles se rapportant à l'étude, à la conception et la réalisation et à l'édition de travaux administratifs et d'identification en matière électronique, biométrique, automatisme, mécanique ou de télécommunication; l'importation et l'exportation de produits semis- finis ou finis dans les domaines ci-dessus énumérés; la représentation commerciale et le service après vente l'acquisition, la création, l'exploitation, la cession, la location, l'importation ou l'exportation de tous procédés et brevets concernant ces activités; la formation professionnelle; la prise d'intérêts sous quelque forme que ce soit, notamment par vole d'apport, participation, souscription ou achat d'actions, d'obligations ou de titres quelconques, ou encore sous forme de commandite, dans toutes sociétés créées ou à créer, ayant un objet principal ou secondaire se rattachant directement ou indirectement à celui de la présente société, ou de nature à favoriser le développement des activités;  et généralement muta opérations mobilières ou immobilières se rattachant à l'objet ci-dessus défini.
L'assemblée générale constitutive du 10 Octobre 2007 de cette société nomme comme les premiers administrateurs, pour une durée de six  (06) ans ,Monsieur Yeo Lassina Mademoiselle Beda Kadiatou Sopie, Monsieur Kouame Bi Iritie et nomme, pour une durée de 2 ans, Monsieur Saoure Brou Gaston, expert comptable agréé, en qualité de commissaire aux comptes titulaire; et monsieur Kouadio Koffi Herve, expert comptable agréé, en tant que commissaire aux comptes suppléant selon l’approbation  des statuts et d’après le constat de la constitution définitive de la société. En outre, le conseil d'administration du 10 Novembre 2007 nomme  en qualité de Président du conseil d'administration de la société, monsieur Kouame Bi Iritie et en qualité de Directeur Général, monsieur Coffy Laurent. Avec les justifications de dépôt des pièces constitutives de la société au greffe do Tribunal de première instance d'Abidjan le 29 Octobre 2007, sous le numéro CI-ABJ -07-D -12102 avec l’immatriculation agi du registre du commerce le 29 Octobre 2007, sous le n° CI ABJ -2007-B-6161.
La Société nationale d'édition de documents administratifs et d’identification est un groupe ivoirien multiservices qui exerce depuis 2007. Monsieur Adama Bictogo est le fondateur, du Groupe Snedai a réussi la diversification de son portefeuille et développe ses activités dans 5 pays : la Côte d’Ivoire, le Mali, le Burkina Faso, le Togo, la Guinée,.
Le Groupe SNEDAI compte 14 filiales et travaille en collaboration avec de nombreux partenaires techniques et financiers de référence dans le cadre du déploiement de ses activités tant en Côte d’Ivoire que dans la sous-région. Grâce à son expertise et la mobilisation de son personnel, le Groupe Snedai ambitionne consolider sa position de champion national et devenir un leader panafricain de référence,.
Créée le 26 octobre 2007, Snedai CI se spécialise dans le développement et l’implémentation des solutions informatiques et l'édition de documents sécurisés à travers des technologies de pointe. L’entreprise connait une croissance rapide ainsi qu’une diversification de ses activités qui lui donne une nouvelle naissance au Groupe Snedai en date du 09 avril 2013,.

## Mission
Cette structure compte plus de huit cent (800) salariés, le Groupe Snedai opère dans 4 secteurs-clés de l’économie ivoirienne telles que les nouvelles technologies, l’énergie et les mines, le transport lagunaire, la distribution de produits pétroliers et l’immobilier et le BTP. Les nouvelles technologies qui à travers ce service propose des solutions sécurisées d’identification des biens et des personnes et plus généralement en matière de nouvelles technologies aux institutions publiques et privées africaines,. Par sa maîtrise de la mise en œuvre de projets d’identification d’envergure d’une part, et des technologies du numérique d’autre part, ce pôle fait autorité en Côte d’Ivoire et dans la sous-région en matière de biométrie, de dématérialisation et solutions digitales pour entreprises, institutions et grand public, ce pole se compose de 4 filiales qui sont Snedai CI, Snedai Technologies, Snedai Visa,,,,,,,, Snedai Togo et le pôle nouvelles technologies, d’autres parts dans l’énergie et les mines, ce pole déploie son expertise dans les domaines de la production et le transport d'Energie avec pour objectif social principal, la réalisation de toutes opérations civiles, commerciales ou industrielles se rapportant a l'étude, la conception, la réalisation et le financement de projets dans le domaine de l'Energie. Le pole Energie se veut comme objectif de répondre aux objectifs de l'Etat de Cote d'Ivoire dans le cadre de son programme d'accroissement de capacité de production d'électricité, ses différentes opportunités donnent d'énormes possibilités d'emplois à la fois directe et qu’indirecte.
Excepté ce pole, nous avons le domaine du transport lagunaire dans lequel le groupe Snedai  intervient qui se nomme la Société de Transport Lagunaire (STL) qui est un réseau de transport public des personnes et des biens dans le cadre de la circulation lagunaire par le moyen de bateaux-bus, STL démontre sa volonté d'œuvrer a l'amélioration de la mobilité des populations en leur offrant des solutions de transport par voie lagunaire permettant d'optimiser leurs déplacements. STL dispose du plus important réseau avec 20 bateaux transportant plus de 16.000 passagers par jour et 6 gares lagunaires qui permettre de générer les zones Sud et Nord du district d'Abidjan. Avec ses activités de plaisance, il offre également a sa clientèle la possibilité de faire du tourisme lagunaire, de louer un bateau pour des moments d'exception ou des croisières.
Par la suite le groupe Snedai exerce dans l’immobilier et le BTP en participant à des projets d'utilité publique et nationale en occurrence, les travaux de rénovation, les constructions de moyen et haut standing, la réhabilitation et l'équipement de structures de formation professionnelle à Abidjan et dans d’autres villes de la Cote d'Ivoire, la réhabilitation et l'équipement d'infrastructures sanitaires permettant l'accès aux soins de plusieurs personnes en Cote d'Ivoire, au Mali et en Guinée la rénovation et la construction d'infrastructures routières dans certaines villes de la Cote d'Ivoire,.   

## Fonctionnement
Adama Bictogo Président de l’Assemblée nationale de Côte d’Ivoire, est le fondateur et le Président directeur général de la Société nationale d'édition de documents administratifs et d’identification,,.
Le fondateur est dans cette tâche avec plusieurs sortes de hiérarchies administratives telles que le président du conseil d’administration, le directeur général adjoint chargé des nouvelles technologies, du contrôle interne et de l’audit,  la directrice adjointe chargée de l’immobilier, la secrétaire générale chargée de l’administration, des ressources humaines et du juridique, le secrétaire général chargé du suivi des projets, le président du comité stratégie et planification et le secrétaire général adjoint chargé du suivi des projets.

## Organisation
Snedai, dispose de quatre (4) sites d'enrôlements en Côte d’Ivoire dont un (1) à Yopougon, un (1) à Marcory,  un (1) site à Cocody (2 Plateaux carrefour Duncan), et un 1 site à Angré Djibi Terminus des bus 81 qui est aussi une agence E-passeport,,,, des sites d’enrôlement à l’international,. L’entreprise dispose des partenaires qui l’accompagnent dans ses services comme Ecobank, BGFI Banque, Zetes industrie,, Banque Atlantique. et elle effectue des paiements en ligne via des moyens de paiements en ligne en occurrence les cartes visas , les MasterCard, les services Orange Money, MTN Money, Moov Money et EcobankPay. Actuellement le groupe compte deux agences digitales  disponible à Abidjan, à Marcory et à Cocody Angré Djibi qui se chargent de faire des services en ligne,.